# リトアニアの国旗
リトアニアの国旗は、黄・緑・赤の三色旗である。ヨーロッパの国であるが、偶然汎アフリカ色が用いられている。リトアニア共和国独立回復前の1989年3月20日に再制定され、2004年に縦横比が1：2から3：5に変更されている。
同様の三色旗はソビエト連邦に編入される前の1918年から1940年にかけても使用されていたが、当時の国旗は現在のものと比べると色合いが明るく、縦横比は2：3であった。
1940年から1989年（ただし1941年から1945年まではナチス・ドイツに占領されていた）まではリトアニア・ソビエト社会主義共和国の国旗が使用されており、1953年までは赤旗に鎌と槌が描かれ国名が書かれた旗が使用され、1953年からは赤旗に鎌と槌および星が描かれ、緑と白の帯が施された国旗が使用された。

## 変遷

### リトアニアにおける国旗の起源

?ヴィーティスが描かれた戦旗
?ゲディミナス家の紋章が描かれた戦旗
?ポーランド・リトアニア共和国の旗（1587年～1632年）
?リトアニア大公国の旗（1555年）

リトアニアを象徴する旗としては、15世紀のヤン・ドゥウゴシュの著作『プロイセンの紋章』 (Banderia Prutenorum) に記録されている旗が、現在知られているものの中で最初の例である。1410年のタンネンベルクの戦い（グルンヴァルトの戦い、またはジャルギリスの戦い）では2種類の旗が用いられた。この戦いでは、約40の連隊が馬にまたがい敵を追う騎士の描かれた赤い旗を掲げ、また他の連隊はゲディミナス家の紋章が描かれた赤い旗を掲げていた。騎士が描かれた旗はヴィーティスとして知られ、リトアニア大公国やポーランド・リトアニア共和国の国章にも描かれ、18世紀末のポーランド・リトアニア共和国の分割によって国家が消滅するまで用いられた。さらに現代においても国章に描かれており、また2004年からは政府旗として用いられている。

小リトアニアの旗

ヨーロッパの諸共和国における国旗変更に影響を受け、リトアニアでも黄・緑・赤の三色旗が誕生した。三色旗という案はフランス革命後に採用された青・白・赤のトリコロールの影響で生まれた。リトアニアでそれ以前から存在していた三色旗は、小リトアニア地方の緑・白・赤の三色旗のみである。
黄・緑・赤の三色旗を最初に提案したのが誰であるかは知られていないが、この案は19世紀ヨーロッパやアメリカといった海外へ移住したリトアニア人によるものと考えられている。この三色は民俗的な織物や衣装によく用いられる色であった。1905年のヴィリニュス大会議において、この三色旗はリトアニア国民の旗としてヴィーティスの旗以上に支持を受けた。ヨナス・バサナヴィチュスが強く支持したヴィーティスの旗は3つの理由から選ばれるにはいたらなかった。まず、大会議ではベラルーシやウクライナなども領土に含んだリトアニア大公国の旗からは距離を置くことが望まれたことが理由としてあげられる。次に、マルクス主義者や共産主義者の主義主張に連合する革命家らが赤色を支持していた。そして最後に、ヴィーティスの旗は複雑で縫い合わせるのが容易ではなかったことが理由であった。

### リトアニアの独立と国旗

?中部リトアニア共和国の国旗
?1918年 - 1940年の国旗、（縦横比6：9）
?1927年 - 1940年の軍艦旗、（縦横比8：16）
?1927年 - 1940年の軍艦用国籍旗

国旗に関する議論は1917年のヴィリニュス会議で再び起こった。緑と赤の2色が民族の色として浸透していたことから選ばれた。芸術家のアンタナス・ジュムイジナヴィチュスは会議場を赤と緑の小さな旗で飾った。しかし代議員らはこの2色が暗く陰気なものだとしてあまりこのデザインを好まなかった。その後タダス・ダウギルダスが朝日を象徴する黄色の細い帯を赤（朝日に照らされた雲）と緑（大地と森林）のあいだに付け加えることを提案した。しかし代議員らはバサナヴィチュス、ジュムイジナヴィチュス、ダウギルダスの3者による特別委員会によって問題解決するよう決定した。1918年4月19日、特別委員会はリトアニア評議会（タリーバ）に議定書を提出、上が黄、中が緑、下が赤の三色旗で左上にヴィーティスを描くこととされた。評議会はこの提案を受諾したが、1922年のリトアニア共和国憲法では国章に関する条文が制定されなかった。こうして現在用いられている国旗が採用された。
国旗に関する議論はその後も続いた。黄・緑・赤の組み合わせはそれまでの紋章を継承するものではなくふさわしくないとして制定された国旗に反対意見もあったが、戦間期には国旗が変更されることはなかった。

### ソビエト時代の国旗

?リトアニア・ソビエト社会主義共和国の国旗（1940年 - 1953年）
?リトアニア・ソビエト社会主義共和国の国旗（1953年 - 1988年）
?リトアニア・ソビエト社会主義共和国の国旗（1953年–1988年）、裏面
リトアニア・ソビエト社会主義共和国の国旗（1988年–1990年）

第二次世界大戦中、リトアニアはまずソビエト連邦（ソ連）に、次いでナチス・ドイツに占領された。戦後はソ連に編入されたが、ソ連時代には2つの国旗が用いられた。戦後すぐは、赤旗に金色の鎌と槌が描かれ、リトアニア語で「リトアニア・ソビエト社会主義共和国」 (Lietuvos TSR) の国名が金色の字で書かれた国旗が採用された。1953年に変更され、赤旗に鎌と槌、星が左上に描かれ、下部に白と緑の帯が施された国旗が用いられるようになった。

### 独立回復へ

?1989年-2004年の国旗、（縦横比8：16）
?1992年-2004年の軍艦用国籍旗（縦横比8：16）

1988年、サユディスによる運動が加速していく中、リトアニア・ソビエト社会主義共和国最高会議は黄・緑・赤の三色旗を国旗として再制定した。ソビエト連邦からの独立回復宣言後1991年6月26日に国旗法が承認され、国旗のデザイン、大きさ、使用法などが制定された。その後1992年の国民投票で承認されたリトアニア共和国憲法の条文でこの三色旗が国旗である旨が明記されている。2004年7月8日、国旗法が修正され、縦横比が 8：16 から 6：10 に変更された。

## デザイン
1991年6月26日に承認されたリトアニア国旗法で国旗のデザイン、大きさ、使用法などが制定されている。2004年7月8日、国旗法が修正され、縦横比がそれまでの 1：2 から 3：5 に変更され、またヴィーティスの旗が政府旗として公式に採用された。この変更はヴァルダス・アダムクス大統領にも承認され、2004年9月1日から発効された。
国旗、政府旗の正しい色彩はパントーン・マッチング・システムによって決められている。国旗、政府旗とも縦横比は 3：5 とされ、標準的な大きさは 1 メートル × 1.7 メートルとされる。その他の大きさのものも作ることができるものの、色彩と縦横比は法にもとづいたものでなければならない。
黄色はリトアニアの光輝く農地を表し、緑色は地方の自然を、赤色はリトアニアのために流されたすべての血を表している。2004年に公式に色彩が決められた。以下がその内容である。
| 配色         | 黄色                  | 緑色                 | 赤色（紫色）         |
| ------------ | --------------------- | -------------------- | -------------------- |
| パントーン   | 15-0955 TP / 1235 c/u | 19-6026 TP / 349 c/u | 19-1664 TP / 180 c/u |
| RGB          | 253-185-19            | 0-106-68             | 193-39-45            |
| ウェブカラー | fdb913                | 006a44               | c1272d               |
| CMYK         | 0-30-100-0            | 100-55-100-0         | 25-100-100-0         |

## その他の旗

### 政府旗

2004年に制定された政府旗

2004年、国旗法改正により政府旗が新たに制定された。この旗にはリトアニアの国章が描かれている。縦横比は国旗と同じく 6：10 である。政府旗（法的には「歴史旗」と呼ばれる）はチェスロヴァス・ユルシェナス・セイマス副議長とエドムンダス・リムシャ紋章委員会議長によって提案された。
また、政府旗と同様に大紋章も提案されたが、これらはミンダウガス王の戴冠750周年を記念して制定することとされた。政府旗や大紋章はアルヴィーダス・カジュダイリス (Arvydas Každailis) によってデザインされた。この旗は元々ジャルギリスの戦い（タンネンベルクの戦い、またはグルンヴァルトの戦いとも）で用いられたもので、中部リトアニア共和国でも用いられていた。独立を目指す民族運動のなかでこの旗はリトアニア人を象徴する旗の一つとなった。
スペイン、ドイツ、タイ、フィンランド、ベネズエラなどでは、市民用の国旗とは別に政府旗が制定されており、リトアニアでもこうした国にならって制定された。
国旗法では、リトアニア大公宮、トラカイ島城、そしてヴィータウタス大公戦争博物館の3か所で政府旗が掲揚される、と規定されている。そのほか、以下の記念日には特定の場所で掲揚される。
- 2月16日（独立宣言日） - ヴィリニュス市内ピリス通りにある独立宣言が署名された建物にて掲揚
- 3月11日（独立回復記念日） - セイマスにて掲揚
- 7月6日（建国記念日） - 大統領官邸にて掲揚
- 7月15日（ジャルギリスの戦い戦勝記念日） - 国防省にて掲揚
- 10月25日（憲法記念日） - セイマス、大統領官邸、ゲディミナス通り11番地（リトアニア政府の建物）にて掲揚

### 大統領旗

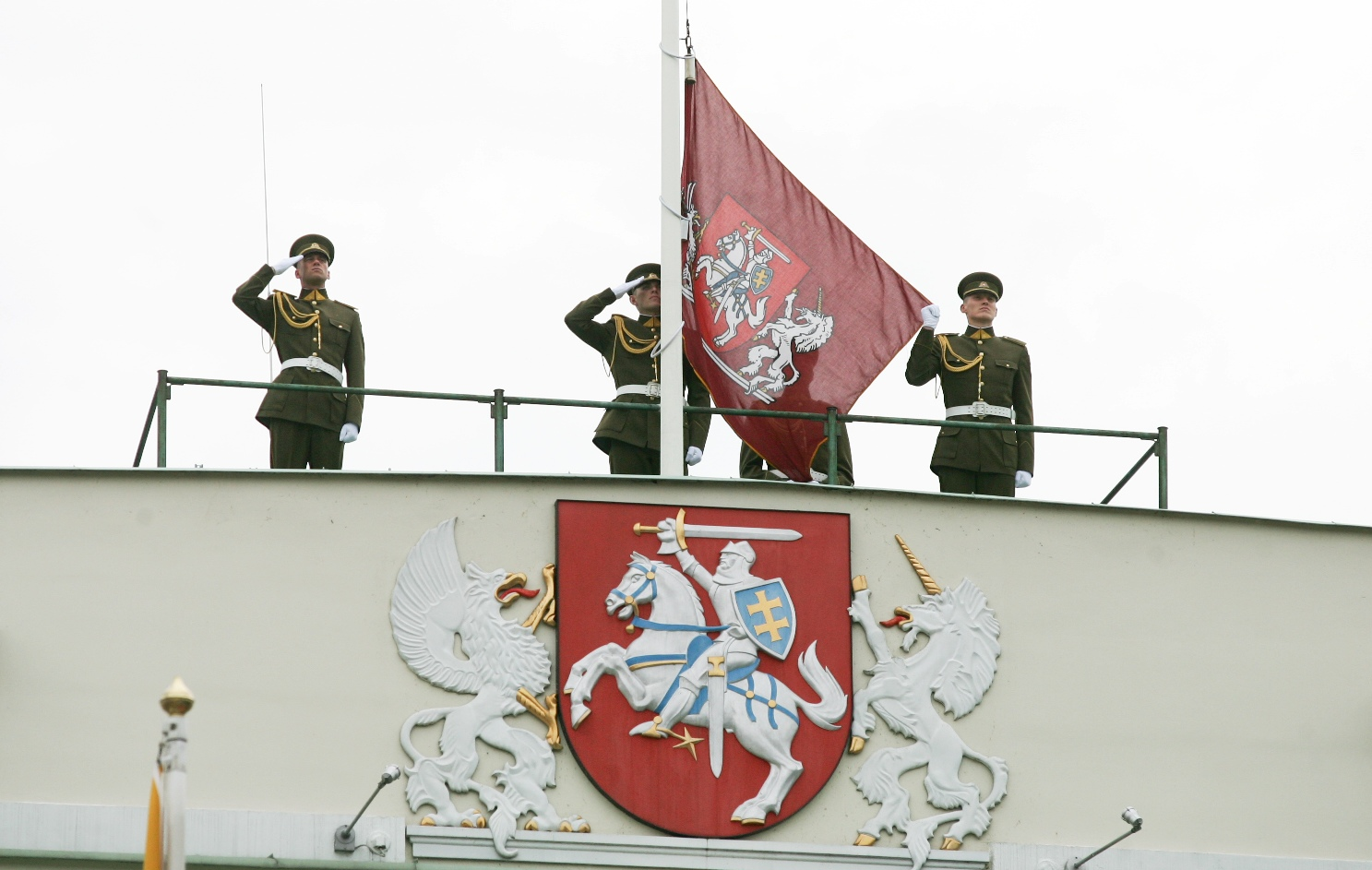
大統領官邸に掲揚される大統領旗

大統領旗

1993年、セイマスは大統領旗を公式に制定した。大統領旗は中央に国章が描かれており、背景色は、法的には「紫色」と規定されているが、実際はえんじ色である。縦横比は 1：1.2 である。大統領が首都ヴィリニュスにいるときには大統領官邸に掲げられ、公務で出かけるときは降ろされる。

### 軍事用の旗
リトアニアの軍艦旗は1992年より使用され始めた。背景色は白で、青の十字が描かれ、カントンには国旗が描かれる。十字の幅は旗全体の横幅の7分の1で、旗の縦横比は1：2である。この旗は、元々はカウナス・ヨット・クラブにて用いられていたものであったが、当時は縦横比が2：3であった。
軍艦用国籍旗には、白の背景に青の錨が描かれたものが用いられる。中央部の記章には赤地に黄のゲディミナス家の紋章があしらわれている。また檣頭のペナントがリトアニア海軍の船舶における使用のために採用されている。旗の縦横比は 1：2 である。
空軍旗には、カントンに国旗、下部に青色のヴィーティスの十字架（複十字）と羽根が描かれたものが用いられる。旗の縦横比は 1：2 である。

?軍艦旗（縦横比 1：2 ）
空軍旗（縦横比 8：16 ）

### 郡旗
リトアニアの各郡も独自の旗を採用している。青の縁枠に金のヴィーティスの十字架（複十字）が10個描かれている点はすべての郡旗に共通している。中央の絵柄は各郡によって決められ、たいていの場合、郡章と同じ絵が描かれている。

アリートゥス郡旗
ヴィリニュス郡旗
ウテナ郡旗
カウナス郡旗
クライペダ郡旗
シャウレイ郡旗
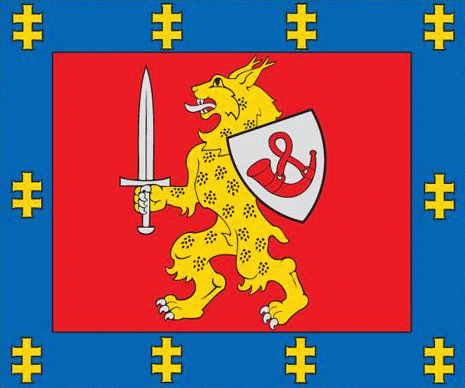
タウラゲ郡旗
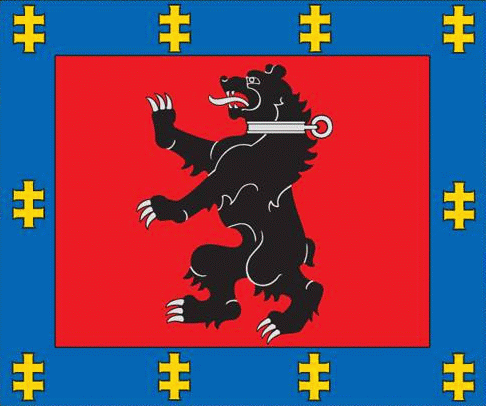
テルシェイ郡旗
パネヴェジース郡旗
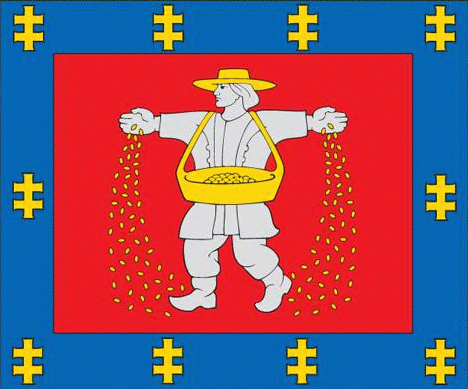
マリヤンポレ郡旗

## しきたり

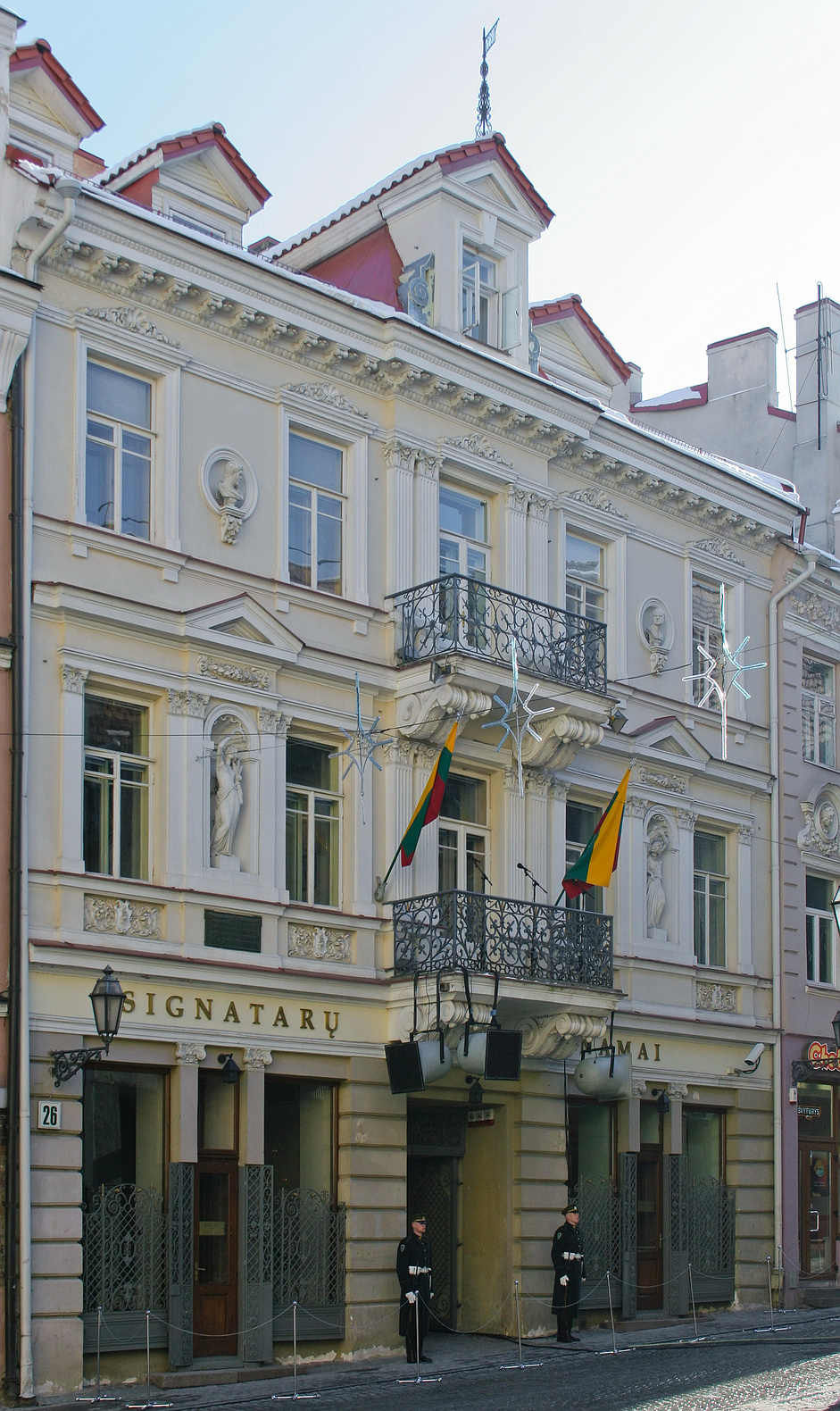
2007年2月16日（独立記念日）、独立宣言が行われた建物に掲げられた国旗

リトアニアの国旗は縦にも横にも掲揚することができ、公的施設、個人の住宅、企業、船舶、街の広場などで掲揚される。横向きに掲揚する際は3色のうち黄色の面を上にして掲揚しなければならず、縦向きに掲揚する際は黄色の面を向かって左に、赤の面を右にして掲揚しなければならない。通常は日の出から日没まで掲揚されるが、リトアニア国外の政府施設においては24時間掲揚される。国旗は法で規定された水準に満たしていなければならず、汚れたものや傷ついたものは掲揚してはならない。
喪に服す際は、以下の方法で掲揚される。まず最初の方法は半旗として知られるもので、まず国旗を旗竿の最上位まで掲げ、その後旗竿の上から3分の1の位置にまで降ろすことで行われる。また別の方法は弔旗と呼ばれるもので、国旗に黒いリボン（喪章）を付けて掲揚される。リボンは幅10センチメートルで旗竿に結び付けられ、リボンの端が国旗の底辺に届く程度の長さのものを用いる。葬儀においては、政府高官や兵士、独立宣言署名者、その他大統領の布告により指名された人物の棺が国旗で覆われることもある。その際用いられた国旗はその後折りたたまれ、近親者に送られる。
リトアニアの国旗が他の旗とともに掲揚される場合は、リトアニアの国旗、リトアニアの政府旗、外国旗、欧州旗、国際NGO旗、大統領旗、軍旗および政府旗、郡旗、市旗、その他の旗、の順に優先される。外国旗とリトアニア国旗をともに掲揚する際は、リトアニア語におけるアルファベット順に並べられる。ただしリトアニアで行われる会合などでは例外的に別の言語によって並べられることもある。欧州旗は、リトアニアの欧州連合 (EU) 加盟により掲揚されるようになった。リトアニアは北大西洋条約機構 (NATO) にも加盟しているため、法では規定されていないものの NATO の旗が掲揚されることもある。また、特定の機会においてはエストニア国旗およびラトビア国旗が掲揚されることもあり、その一例としては3カ国それぞれの独立記念日があげられる。リトアニアの国旗法には国内における国旗およびその他の旗の規定、使用法、儀礼、製造などが盛り込まれている。

### 国旗の日
国旗儀礼の一環として、日々の国旗掲揚は推奨されているが、とりわけ以下の日においては国旗を掲揚することが強く推奨されている。
| 月日     | 名称                             | 備考 |
| -------- | -------------------------------- | --- |
| 1月1日   | 国旗の日                         | 1919年のこの日、ゲディミナス城にリトアニア国旗が初めて掲揚されたことを記念。                                         |
| 1月13日  | 自由擁護者の日                   | 1991年のこの日に起きた血の日曜日事件の犠牲者を追悼。                                                                 |
| 2月16日  | リトアニア国家再建記念日         | 1918年のこの日、ロシア帝国からの独立を宣言したことを記念。エストニア、ラトビアの旗とともに掲揚される。               |
| 2月24日  | エストニア独立記念日             | 1918年のこの日、エストニアが独立を宣言したことを記念。エストニア、ラトビアの旗とともに掲揚される。                   |
| 3月11日  | リトアニア独立回復記念日         | 1990年のこの日、ソビエト連邦からの独立回復を宣言。エストニア、ラトビアの旗とともに掲揚される。                       |
| 3月29日  | NATOの日                         | 2004年のこの日、リトアニアが北大西洋条約機構 (NATO) に加盟したことを記念。NATOの旗とともに掲揚される。               |
| 5月1日   | EUの日                           | 2004年のこの日、リトアニアが欧州連合 (EU) に加盟したことを記念。欧州旗とともに掲揚される。                           |
| 5月9日   | ヨーロッパの日                   | 1945年のこの日、ヨーロッパにおいて第二次世界大戦が終戦したことを記念。ソ連時代は「戦勝記念日」と呼ばれた。           |
| 5月15日  | セイマス招集の日                 | 1920年のこの日、初めてセイマスが招集されたことを記念。                                                               |
| 6月14日  | 哀悼と希望の日                   | 1941年のこの日、ソビエトによるリトアニア人のシベリアへの強制連行が初めて行われたことを記念。半旗や弔旗が掲げられる。 |
| 6月15日  | 占領と集団虐殺の日               | 1940年のこの日、ソビエト連邦による占領が始まったことを記念。半旗や弔旗が掲げられる。                                 |
| 7月6日   | 建国記念日                       | 1253年のこの日、ミンダウガスがリトアニア王として戴冠されたことを記念。                                               |
| 7月15日  | ジャルギリスの戦いの日           | 1410年のこの日、リトアニアとポーランドの連合軍がドイツ騎士団に勝利したことを記念。                                   |
| 8月23日  | 黒いリボンの日                   | 1939年のこの日、独ソ不可侵条約秘密議定書が署名されたことを記念。半旗や弔旗が掲げられる。                             |
| 8月31日  | 自由の日                         | 1993年のこの日、赤軍がリトアニアから撤退し始めたことを記念。                                                         |
| 9月23日  | リトアニア・ユダヤ人集団虐殺の日 | 1943年のこの日に起きたヴィリニュス・ゲットーにおけるナチス・ドイツによる虐殺の犠牲者を追悼。                         |
| 10月25日 | 憲法記念日                       | 1992年のこの日、リトアニア共和国憲法が国民投票にて承認されたことを記念。                                             |
| 11月18日 | ラトビア独立記念日               | 1918年のこの日、ラトビアが独立を宣言したことを記念。エストニア、ラトビアの旗とともに掲揚される。                     |
| 11月23日 | リトアニア兵士の日               | 1918年のこの日、リトアニア国軍が創設されたことを記念。                                                               |

上記の日とは別に、選挙の日にも選挙会場で国旗が掲げられる。またリトアニア政府は、国旗法4条7項にもとづき、国旗の掲揚を要求し、例えば追悼の意を表する場合など特別条件を決定する権限を持つ。

## リトアニア国旗に類似した旗
赤・黄・緑の三色は汎アフリカ色と呼ばれ、アフリカ大陸の諸国で幅広く使用されている。
| 旗 | 国・地域                                                                                       | リトアニア国旗との違い                                                 |
| -- | ---------------------------------------------------------------------------------------------- | ---------------------------------------------------------------------- |
|    | ガーナの国旗                                                                                   | 色の順が異なり、星が描かれている                                       |
|    | エチオピア帝国の国旗（-1974年）                                                                | 色の順が異なり、中央部にユダヤの獅子が描かれている                     |
|    | 社会主義エチオピア・エチオピア人民民主共和国（1975年-1987年）・エチオピア(1991年-1995年)の国旗 | 色の順が異なる                                                         |
|    | エチオピア人民民主共和国(1987年-1991年)の国旗                                                  | 色の順が異なり、中央部にエチオピア人民民主共和国の国章が描かれている   |
|    | エチオピア連邦民主共和国の国旗                                                                 | 色の順が異なり、中央部に国章が描かれている                             |
|    | ボリビアの国旗                                                                                 | 色の順、および縦横比が異なる                                           |
|    | ビルマ国（1943年 - 1945年）の国旗                                                              | 中央部に円形の紋章が描かれている                                       |
|    | ミャンマー連邦共和国の国旗（2010年 - ）                                                        | 白い星が描かれ、リトアニア国旗に比べ色が薄い                           |
|    | ミャンマー・シャン州の旗                                                                       | 白の円が中央に描かれ、黄色がリトアニア国旗に比べてよりオレンジ色に近い |
|    | コロンビア・ボリーバル県の旗                                                                   | 縦横比が異なる                                                         |
|    | アフリカ諸国連合の旗                                                                           | 色の順が異なり、星が描かれている                                       |
|    | ポーランド・西ポモージェ県・ウォベスの旗                                                       | 色調が異なる                                                           |
|    | クルディスタン亡命議会の旗                                                                     | 色の順、および縦横比が異なる                                           |
|    | ヤズィーディーの旗                                                                             | 色の順、および縦横比が異なる                                           |
|    | ロジャヴァの国旗                                                                               | 色の順、および縦横比が異なる                                           |
|    | インドのボドランドの旗                                                                         | 色の順、および縦横比が異なる                                           |